# Wolfsbarge en Nieuwe Compagnie
De Wolfsbarge en Nieuwe Compagnie is een voormalig waterschap in de provincie Groningen.
De polder lag ten oosten van het Zuidlaardermeer, tussen dit meer en de weg de Nieuwe Compagnie (Kiel-Windeweer). Aan de noordzijde grensde het aan het waterschap Kropswolde. De zuidgrens lag 200 ten noorden van de provinciegrens (de Semslinie) met Drenthe. De molen van het schap sloeg via een korte watergang uit op het Zuidlaardermeer.
Waterstaatkundig gezien ligt het gebied sinds 2000 binnen dat van het waterschap Hunze en Aa's.